# Francisco José Cox Huneeus
Francisco José Cox Huneeus ISch (18 de dezembro de 1933 - 12 de agosto de 2020)  foi religioso chileno e ex-arcebispo da Igreja Católica. Ele era membro do Movimento de Schoenstatt. Foi bispo de Chillán de 1975 a 1981 e arcebispo coadjutor de La Serena de 1985 a 1990 e arcebispo de 1990 a 1997, quando renunciou após acusações de ter abusado sexualmente de meninos. Ele foi laicizado em 2018.

## Biografia
Cox Huneeus nasceu em Santiago do Chile em 18 de dezembro de 1933. Foi ordenado sacerdote em 16 de julho de 1961. Em 14 de dezembro de 1974 foi nomeado bispo de Chillán e recebeu sua consagração episcopal em 2 de março de 1975.
Foi nomeado Secretário do Pontifício Conselho para a Família de Roma em 4 de agosto de 1981 e deixou seu cargo em Chillán em 9 de novembro. Em 22 de janeiro de 1985, o Papa João Paulo II nomeou-o arcebispo coadjutor de La Serena e, em 29 de setembro de 1990, ele se tornou arcebispo.
Em 1992, Manuel Hervia, presbítero daquela diocese, relatou aos bispos Alejandro Goic Karmelic e Carlos González Cruchaga, presidente da Conferência Episcopal do Chile, que Cox havia abusado de meninos em La Serena. Quando três anos se passaram sem que uma investigação fosse iniciada, Hervia informou ao arcebispo Carlos Oviedo Cavada, de Santiago do Chile. Ele esperava que seus relatórios chegassem ao Núncio Apostólico e levassem o Vaticano a iniciar uma investigação. Os bispos disseram a ele que a comunidade de Schönstatt estava ciente do problema e aconselharam paciência.
O Papa João Paulo II aceitou sua renúncia como arcebispo de La Serena em 16 de abril de 1997. Diz-se que problemas de saúde mental foram alegados para a renúncia antes da idade comum de 75 anos. De 1997 a 2002, desempenhou funções administrativas em Roma e na Colômbia, e depois deixou o Chile definitivamente para viver na sede central da comunidade de Schönstatt na Alemanha a pedido da Congregação para os Bispos. Lá ele trabalhou em traduções. Anos depois, em 2018, os Padres de Schönstatt disseram que não responderam às evidências do abuso de Cox quando ele deixou La Serena.
Em 2002, quando soube que dois jornais, La Nación e La Tercera, estavam prestes a relatar os fatos relacionados à renúncia de Cox, o cardeal Francisco Javier Errázuriz Ossa, de Santiago do Chile, revelou que Cox havia renunciado voluntariamente por causa de acusações de abuso sexual . Afirmou que “o seu carinho e expressividade despertaram ao seu redor suspeitas e interpretações que dificultaram a continuação do seu trabalho em La Serena”, e que não tinha conseguido alterar o seu estilo de comportamento mesmo quando aconselhado por amigos. e superiores. Ele disse que Cox expressou "afeto um tanto exuberante" a todos, embora tenha permitido que fosse "mais surpreendente no que diz respeito às crianças". Ele disse que as acusações contra Cox não foram comprovadas. Ele disse que o sistema legal deveria seguir seu curso. O sucessor de Cox, o arcebispo Manuel Donoso, disse ter recebido várias reclamações, que considerou inverificáveis, e que todos puderam ver que Cox era "talvez excessivamente afetuoso". Ele disse:
Quisera dizer à gente de La Serena que alguns se sentem feridos, outros surpreendidos que cerremos filas em torno de Cristo. Pastores são fracos, somos pessoas, e temos muitas dificuldades. Humildemente, se alguém errou, também peço perdão em nome da Igreja.
Na Colômbia, onde trabalhava para a Conferência Episcopal da América Latina, Cox emitiu um comunicado que dizia: "Peço desculpas pelo meu lado negro que se opõe ao Evangelho".
Em junho de 2018, Abel Soto notificou as autoridades do Vaticano que analisavam o registro de abusos sexuais da Igreja chilena de que ele havia sofrido abusos de Cox, tanto quando criança em Chillán quanto como estudante universitário em La Serena. Ele implicou também o antecessor de Cox em La Serena, o arcebispo Bernardino Piñera Carvallo, por tolerar o comportamento de Cox. Ele forneceu as mesmas informações às autoridades civis em agosto, e três outros acusadores acrescentaram seus depoimentos mais ou menos na mesma época.
Em 11 de outubro de 2018, o Papa Francisco laicizou Cox. Ele não era mais presbítero e não podia apelar dessa decisão. Ele continuou sendo membro da comunidade de Schönstatt, cujos líderes anunciaram que estavam solicitando uma avaliação médica para determinar se Cox estava apto a retornar ao Chile para um processo judicial. Ele estava sofrendo de demência senil e necessitando de cuidados de enfermagem.
Cox foi objeto de uma investigação criminal na Alemanha com relação ao abuso de um menor que teria ocorrido lá em 2004, base em uma denúncia feita aos Padres de Schönstatt no final de 2017 e encaminhada por eles às autoridades alemãs e à Congregação para a Doutrina da Fé .
Em 12 de agosto de 2020, Cox morreu de insuficiência respiratória e falha multissistêmica. No momento de sua morte, Cox aguardava julgamento e foi forçado a retornar ao Chile da Alemanha, onde viveu entre 2002 e 2019.  Cox também foi enterrado no mesmo dia com todos os quatro de seus irmãos presentes.